# نيلسون فوغارتي
نيلسون فوغارتي (بالإنجليزية: Nelson Fogarty)‏ هو كاهن أنجليكاني ناميبي، ولد في 13 سبتمبر 1871، وتوفي في 8 أبريل 1933.